# 續三通
續三通，是《續通典》、《續通志》、《續文獻通考》這三部書的總稱。   

## 編纂歷史
北宋真宗咸平三年（1000年），翰林學士宋白奉詔撰《續通典》，次年即編成，凡200卷。明代王圻撰成《續文獻通考》。然此二書皆佚。
清乾隆十二年（1747年），武英殿刊印《三通》，設“續文獻通考館”，命張廷玉等為總裁，齊召南等為纂修，編成《續文獻通考》250卷，乾隆三十二年（1767年），改“續文獻通考館”為“三通館”，又陸續編成《續通典》150卷、《續通誌》640卷。「續三通」原定乾隆四十六年（1781年）告成。但延至乾隆四十七至四十九年（1782年—1784年）始告成。   